# Allemagne aux Jeux olympiques d'hiver de 2026
L'Allemagne participera aux Jeux olympiques d'hiver de 2026 à Milan et Cortina d'Ampezzo, en Italie, du 6 au 22 février 2026. Il s'agit de sa quatorzième participation.

## Délégations
| Sport               | Hommes | Femmes | Total |
| ------------------- | ------ | ------ | ----- |
| Biathlon            | 5      | 6      | 11    |
| Curling             | 5      | 0      | 5     |
| Hockey sur glace    | 25     | 23     | 48    |
| Patinage artistique | 3      | 3      | 6     |
| Ski alpin           | 1      | 1      | 2     |
| Ski-alpinisime      | 1      | 2      | 3     |
| Ski de fond         | 5      | 8      | 13    |
| Total               | 45     | 43     | 88    |

## Médaillés
| Sport | Discipline | Athlète(s) | Performance | Date |
| ----- | ---------- | ---------- | ----------- | ---- |
|       |            |            |             |      |

| Sport | Discipline | Athlète(s) | Performance | Date |
| ----- | ---------- | ---------- | ----------- | ---- |
|       |            |            |             |      |

| Sport | Discipline | Athlète(s) | Performance | Date |
| ----- | ---------- | ---------- | ----------- | ---- |
|       |            |            |             |      |

| Sport |  |  |  | Total |
| ----- |  |  |  | ----- |
|       |  |  |  |       |
| Total |  |  |  |       |

| Jour       |  |  |  | Total |
| ---------- |  |  |  | ----- |
| 5 février  |  |  |  |       |
| 6 février  |  |  |  |       |
| 7 février  |  |  |  |       |
| 8 février  |  |  |  |       |
| 9 février  |  |  |  |       |
| 10 février |  |  |  |       |
| 11 février |  |  |  |       |
| 12 février |  |  |  |       |
| 14 février |  |  |  |       |
| 15 février |  |  |  |       |
| 16 février |  |  |  |       |
| 17 février |  |  |  |       |
| 19 février |  |  |  |       |
| 20 février |  |  |  |       |
| Total      |  |  |  |       |

| Sexe   |  |  |  | Total |
| ------ |  |  |  | ----- |
| Femmes |  |  |  |       |
| Hommes |  |  |  |       |
| Mixte  |  |  |  |       |
| Total  |  |  |  |       |

| Athlète | Sport |  |  |  | Total |
| ------- | ----- |  |  |  | ----- |
|         |       |  |  |  |       |